# Massimo Busacca

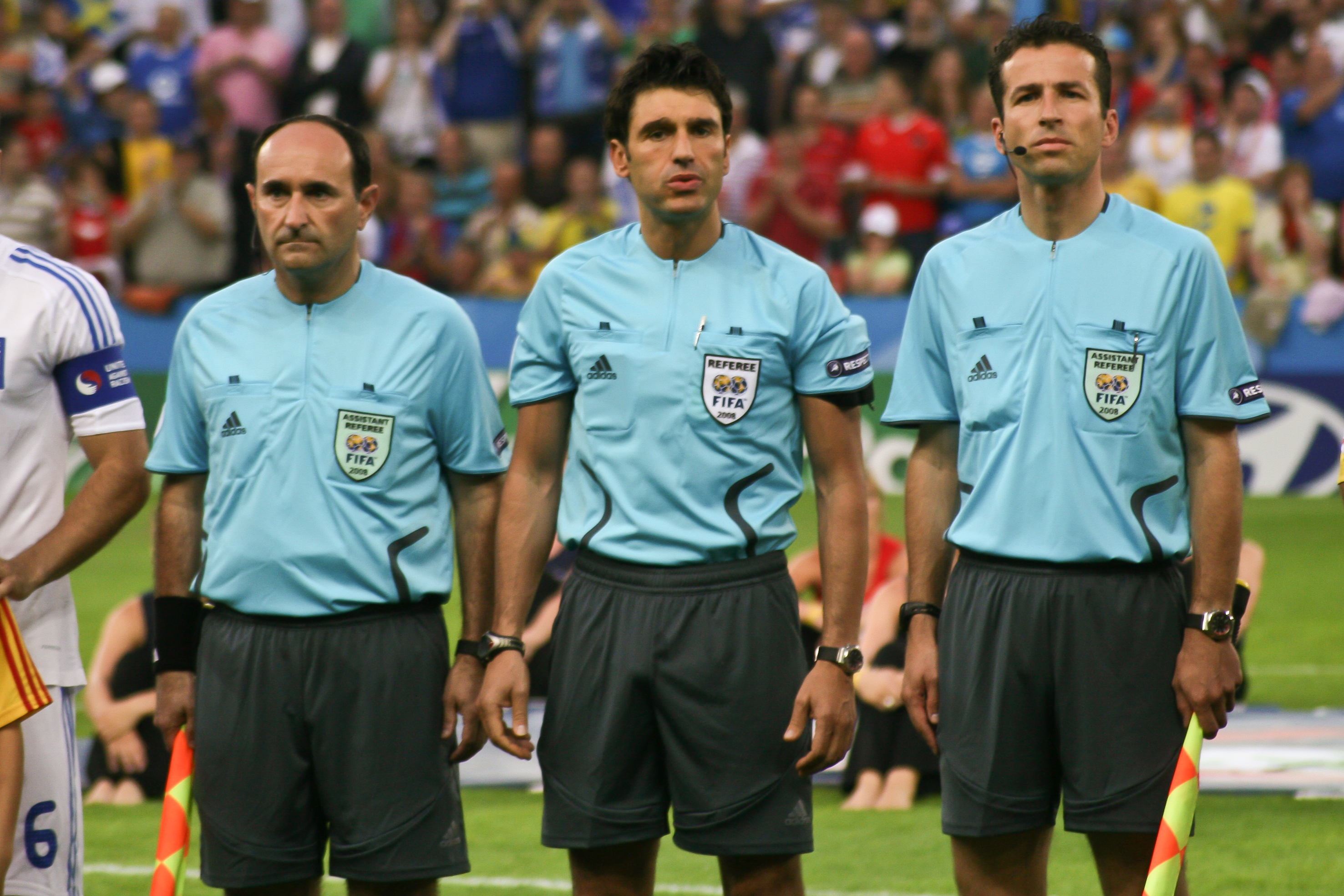
Massimo Busacca in het midden, met zijn assistenten Stéphane Cuhat (l) en Matthias Arnet (r) op het EK in 2008.

Massimo Busacca (Bellinzona, 6 februari 1969) is een Zwitserse voetbalscheidsrechter, die ook internationaal actief was. Busacca was een van de 21 scheidsrechters tijdens het WK in 2006 in Duitsland. Busacca was ook actief op het EK van 2008 in Zwitserland en Oostenrijk.
Massimo Busacca was ook door de UEFA aangesteld als arbiter van de Champions League finale 2008-2009 tussen FC Barcelona en Manchester United in het Stadio Olimpico in Rome. Hij floot eerder al heel veel Champions League wedstrijden.
Busacca fluit sinds 1996 in de Axpo Super League, de hoogste divisie in Zwitserland. Hij is sinds 1999 international, aanvankelijk als scheidsrechter bij jeugdinterlands. Daarna floot hij EK- en WK-kwalificatiewedstrijden, duels in de Champions League en wedstrijden in de UEFA Cup.
Busacca floot op het WK in Duitsland twee wedstrijden in de groepsfase: Spanje-Oekraïne en Zweden-Engeland. In de achtste finales leidde hij het duel Argentinië-Mexico.
Busacca is in het dagelijks leven caféhouder en spreekt vloeiend Italiaans, Engels, Frans, Duits en Spaans.

## Statistieken
| evenement                           | wed | Kreeg geel | Kreeg voor de tweede keer geel en dus rood | Weggestuurd |
| ----------------------------------- | --- | ---------- | ------------------------------------------ | ----------- |
| Vriendschappelijk                   | 5   | 3          | 0                                          | 0           |
| UEFA Cup                            | 9   | 27         | 1                                          | 1           |
| UEFA Champions League               | 20  | 60         | 1                                          | 0           |
| UEFA EK kwalificatie 2004           | 3   | 9          | 0                                          | 0           |
| UEFA EK kwalificatie 2008           | 4   | 19         | 1                                          | 0           |
| UEFA WK kwalificatie 2006           | 5   | 15         | 0                                          | 0           |
| Wereldkampioenschap voetbal 2006    | 3   | 11         | 0                                          | 1           |
| Europees kampioenschap voetbal 2008 | 1   | 3          | 0                                          | 0           |
| Wereldkampioenschap voetbal 2010    | 1   | 2          | 1                                          | 0           |
| Totaal                              | 51  | 149        | 3                                          | 4           |

* Bijgewerkt tot 18 juli 2010 (bron: www.weltfussball.de)